# Плодородное (Ленинский район)
Плодоро́дное (до 1948 года Бабы́к; укр. Плодородне, крымскотат. Babıq, Бабыкъ) — исчезнувшее село в Ленинском районе Республики Крым, располагавшееся на севере центральной части района и Керченского полуострова, у южного берега Акташского озера, примерно в 3 км к северо-востоку от райцентра Ленино.

## История
Первое документальное упоминание села встречается в Камеральном Описании Крыма… 1784 года, судя по которому, в последний период Крымского ханства Бабик входил в Арабатский кадылык Кефинского каймаканства. После присоединения Крыма к России (8) 19 апреля 1783 года, (8) 19 февраля 1784 года, именным указом Екатерины II сенату, на территории бывшего Крымского Ханства была образована Таврическая область и деревня была приписана к Левкопольскому, а после ликвидации в 1787 году Левкопольского — к Феодосийскому уезду Таврической области. После Павловских реформ, с 1796 по 1802 год, входила в Акмечетский уезд Новороссийской губернии. По новому административному делению, после создания 8 (20) октября 1802 года Таврической губернии, Бабык был включён в состав Кадыкелечинской волости Феодосийского уезда.
По Ведомости о числе селений, названиях оных, в них дворов… состоящих в Феодосийском уезде от 14 октября 1805 года, в деревне Бабик числилось 14 дворов и 106 жителей. На военно-топографической карте генерал-майора Мухина 1817 года деревня Бабан обозначена с 14 дворами. После реформы волостного деления 1829 года Бабык, согласно «Ведомости о казённых волостях Таврической губернии 1829 года», переподчинили из Кадыкойской волости в Агерманскую. На карте 1836 года в деревне 12 дворов. Видимо, вследствие эмиграции крымских татар в Турцию, последовавшую вслед за присоединением Крыма к России 8 февраля 1784 года, деревня опустела, и на карте 1842 года Бабык обозначен условным знаком «малая деревня» (это означает, что в нём насчитывалось менее 5 дворов).
В 1860-х годах, после земской реформы Александра II, деревню включили в состав Арма-Элинской волости. Согласно «Списку населённых мест Таврической губернии по сведениям 1864 года», составленному по результатам VIII ревизии 1864 года, Бабик — владельческая татарская деревня с 17 дворами, 124 жителями и мечетью при колодцах. По обследованиям профессора А. Н. Козловского начала 1860-х годов, в селении «все без исключения колодцы с весьма солёною водою, годною лишь для животных. Людьми же в пищу не употребляется». На трёхверстовой карте Шуберта 1865—1876 года в деревне Бабык обозначено 24 двора.
По «Памятной книге Таврической губернии 1889 года», включившей результаты Х ревизии 1887 года, в деревнях Петровской волости Биюк-Коджалар, Кучук-Коджалар, Бабык и Чокул вместе числилось 85 дворов и 436 жителей. По «…Памятной книжке Таврической губернии на 1892 год», в безземельной деревне Бабик, не входившей ни в одно сельское общество, числилось 76 жителей, домохозяйств не имеющих. На верстовой карте Крыма 1896 года в селении обозначено 24 двора с татарским населением. По «…Памятной книжке Таврической губернии на 1902 год», в деревне Бабик, входившей в Ташлыярское сельское общество, числилось 66 жителей в 17 домохозяйствах. По Статистическому справочнику Таврической губернии. Ч.II-я. Статистический очерк, выпуск пятый Феодосийский уезд, 1915 год, в деревне Бабик Петровской волости Феодосийского уезда числился 21 двор (все дворы безземельные) с татарским населением в количестве 57 человек приписных жителей и 20 «посторонних», из которых 43 мужчины и 34 женщины. Жители землёй не владели, в хозяйствах имелось 51 лошадь и 14 коров.
После установления в Крыму Советской власти, по постановлению Крымревкома, 25 декабря 1920 года был образован Керченский (степной) уезд, а, постановлением ревкома № 206 «Об изменении административных границ» от 8 января 1921 года была упразднена волостная система и село вошло в состав Петровского района Керченского уезда, а в 1922 году уезды получили название округов. 11 октября 1923 года, согласно постановлению ВЦИК, в административное деление Крымской АССР были внесены изменения, в результате которых округа были отменены, Петровский район упразднили, влив в Керченский район. Согласно Списку населённых пунктов Крымской АССР по Всесоюзной переписи 17 декабря 1926 года, в селе Бабик, Ойсулского сельсовета Керченского района, числилось 19 дворов, все крестьянские, население составляло 73 человека, все татары. Постановлением ВЦИК «О реорганизации сети районов Крымской АССР» от 30 октября 1930 года (по другим сведениям 15 сентября 1931 года) Керченский район упразднили и село включили в состав Ленинского. На подробной карте РККА Керченского полуострова 1941 года в селении отмечено 179 дворов.
В 1944 году, после освобождения Крыма от фашистов, согласно постановлению ГКО № 5859 от 11 мая 1944 года, 18 мая крымские татары были депортированы в Среднюю Азию. С 25 июня 1946 года селение в составе Крымской области РСФСР. Указом Президиума Верховного Совета РСФСР от 18 мая 1948 года Бабык переименовали в Плодородное. Исключено из учётных данных в 1952 году.

### Динамика численности населения
| - 1805 год — 106 чел. - 1864 год — 124 чел. - 1889 год — 436 чел. - 1892 год — 76 чел. | - 1902 год — 66 чел. - 1915 год — 80/224 чел. - 1926 год — 73 чел. |